# Rosa omeiensis f. pteracantha
Forme
Synonymes
- Rosa sericea pteracantha Franch.[2]
- Rosa sericea subsp. omeiensis f. pteracantha Franch.[2]
- Rosa sericea var. pteracantha Bean (préféré par BioLib)[2]

 Rosa omeiensis f. pteracantha, noté aussi comme Rosa omeiensis 'Pteracantha' (Franch.) Rehd. & Wils., est un rosier botanique de la section des Pimpinellifoliae (pimprenelle) introduit en France du Setchouan occidental (en Chine) par le Père Delavay avant 1890.

## Description
Ce rosier est une forme ou une variété de Rosa omeiensis Rolfe. Il s'agit d'un arbuste au port érigé pouvant atteindre 2 m de hauteur, voire plus de 3 m, pour une largeur d'1,85 cm, aux petites feuilles de 7, 9 ou 11 folioles. Fleurissant au mois de mai, ses petites fleurs (2,5 cm à 3,5 cm de diamètre) légèrement parfumées sont simples et blanches, présentant le plus souvent quatre pétales au lieu de cinq. À l'automne, elles ont la particularité de laisser la place à de longs fruits turbinés de couleur rouge orangé. La variété 'Pteracantha' se distingue par ses grands aiguillons rouges et translucides lorsqu'ils sont jeunes.

## Histoire

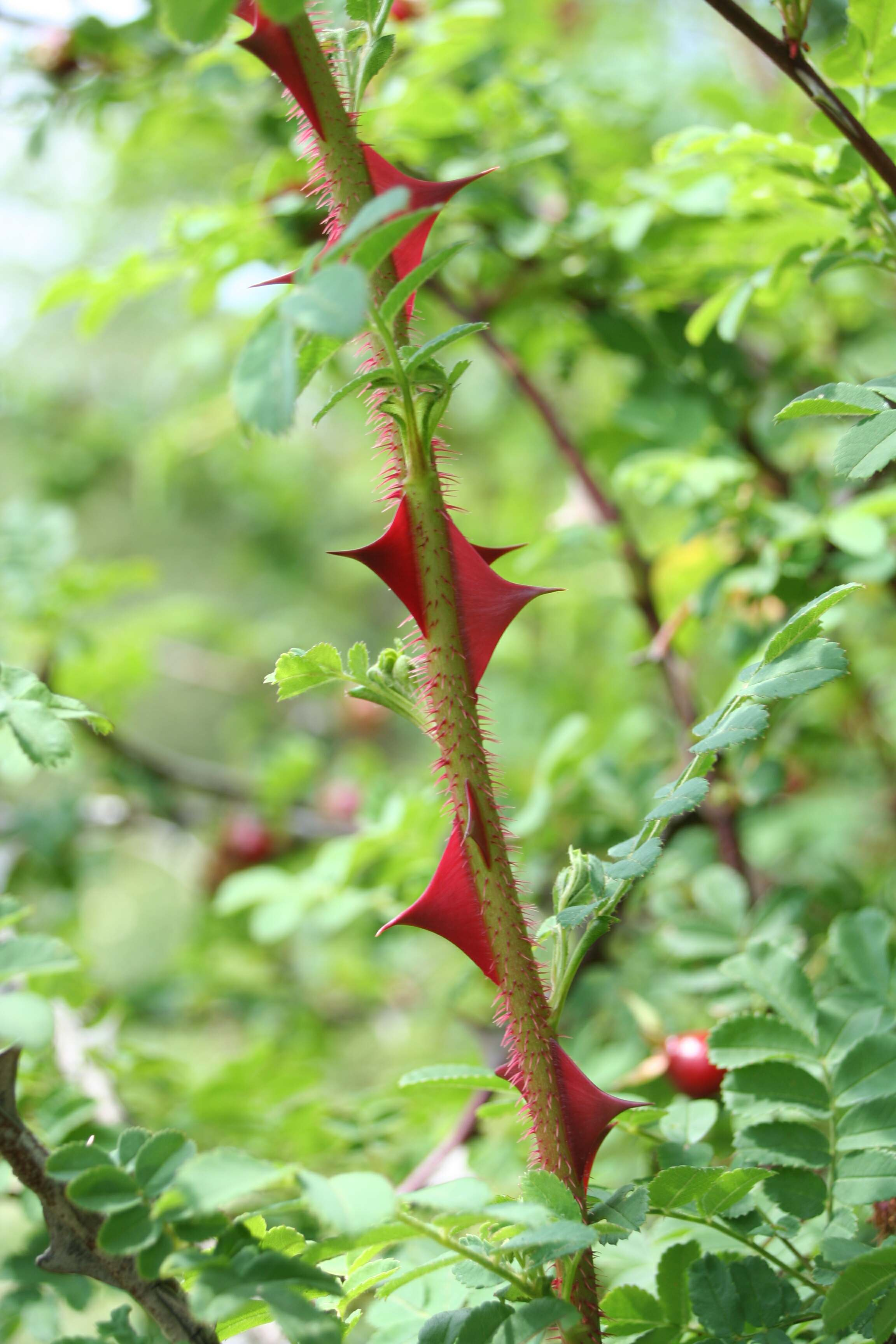
Rosa omeiensis 'Pteracantha' à la roseraie de Bagatelle : aiguillons.

Le père Delavay, missionnaire au Setchouan occidental, récolte plusieurs spécimens en fleurs au cours de deux expéditions en montagne, l'une en avril 1884 et l'autre en mai 1886, entre 2 500 mètres et 2 800 mètres d'altitude. Il les envoie par bateau à Paris à Adrien Franchet du Muséum d'histoire naturelle qui en écrit la description. Les graines sont rapidement cultivées par la maison Vilmorin dans son domaine des Barres avant d'être commercialisées.